# Ludwika Leśniewska
Ludwika Leśniewska herbu Bojcza (ur. 22 października 1830 w Strachowie, zm. 2 grudnia 1882 we Włoszech) – polska śpiewaczka sopranowa.
Uczennica Jana Quattriniego. Debiutowała na scenie teatru Wielkiego w Warszawie w partii tytułowej Łucji z Lammermoor Donizettiego 19 stycznia 1847 roku. Po trzech latach występów w Warszawie wyjechała na dalsze studia do Włoch i jednocześnie rozpoczęła występy w Treviso i Turynie. Już w styczniu 1851 zaśpiewała partię Violetty w Il bravo Mercadantego, w mediolańskiej La Scali. Po zakończeniu kariery artystka nie wróciła do kraju, pozostała we Włoszech.